# Nowe Koziminy
Nowe Koziminy – wieś w Polsce położona w województwie mazowieckim, w powiecie płońskim, w gminie Płońsk.
W skład sołectwa Koziminy wchodzą dwie wsie Nowe Koziminy i Stare Koziminy.
W latach 1975–1998 miejscowość administracyjnie należała do województwa ciechanowskiego.